# اتحاد البطاقات الائتمانية
إن اتحاد البطاقات الائتمانية عبارة عن شبكة من مصارف الإصدار والمصارف القائمة بالشراء التي توفر بطاقات دفع لعلامة تجارية محددة.

## أمثلة
تتضمن العلامات التجارية المألوفة لبطاقات الدفع: الفيزا وماستر كارد وأمريكان إكسبريس وديسكفر وداينرز كلوب وجي سي بي (JCB). وتقوم الجهات المصدرة لبطاقات فيزا وماستر كارد وأمريكان إكسبريس بـ مشاركة العلامات التجارية مع اتحاد البطاقات الائتمانية مثل اتحاد «ويلز فارجو-فيزا» و «سيتي-ماستر كارد».

## الإحصائيات
ويتكون اتحاد بطاقتي فيزا وماستر كارد من أكثر من 20000 مصرف إصدار للبطاقات.
وبين عملاء الولايات المتحدةوحدهم، يتم تداول من ستة ملايين بطاقة دفع.
وفي جميع أنحاء العالم، تملك جهات إصدار بطاقات فيزا أكثر من 1.5 مليار بطاقة دفع قيد التداول
.